# Fibril·la
Les fibril·les (del llatí fibra) són materials biològics estructurals que es troben en gairebé tots els organismes vius. No s'han de confondre amb fibres o filaments, les fibril·les solen tenir diàmetres que oscil·len entre els 10 i els 100 nanòmetres (mentre que les fibres són estructures de micro a mili-escala i els filaments tenen un diàmetre d'aproximadament 10–50 nanòmetres de mida). Les fibril·les no solen trobar-se soles, sinó que són parts d'estructures jeràrquiques més grans que es troben habitualment en sistemes biològics. A causa de la prevalença de fibril·les en sistemes biològics, el seu estudi és de gran importància en els camps de la microbiologia, biomecànica i ciència dels materials.